# Mikstat (gromada)
Mikstat – dawna gromada, czyli najmniejsza jednostka podziału terytorialnego Polskiej Rzeczypospolitej Ludowej w latach 1954–1972.
Gromady, z gromadzkimi radami narodowymi (GRN) jako organami władzy najniższego stopnia na wsi, funkcjonowały od reformy reorganizującej administrację wiejską przeprowadzonej jesienią 1954 do momentu ich zniesienia z dniem 1 stycznia 1973, tym samym wypierając organizację gminną w latach 1954–1972.
Gromadę Mikstat z siedzibą GRN w mieście Mikstacie (nie wchodzącym w skład gromady) utworzono – jako jedną z 8759 gromad na obszarze Polski – w powiecie ostrowskim w woj. poznańskim, na mocy uchwały nr 32/54 WRN w Poznaniu z dnia 5 października 1954. W skład jednostki weszły obszary dotychczasowych gromad Biskupice Zabaryczne, Kaliszkowice Ołobockie, Komorów i Kotłów ze zniesionej gminy Mikstat w tymże powiecie.
13 listopada 1954 (z mocą obowiązującą od 1 października 1954) gromada weszła w skład nowo utworzonego powiatu ostrzeszowskiego w tymże województwie, gdzie ustalono dla niej 27 członków gromadzkiej rady narodowej.
1 stycznia 1962 do gromady Mikstat włączono obszar zniesionej gromady Kaliszkowice Kaliskie (bez miejscowości Huby Małe) w tymże powiecie.
1 stycznia 1970 do gromady Mikstat włączono 1.683 ha z miasta Mikstat w tymże powiecie, natomiast 53 ha (część wsi Kotłów) z gromady Mikstat włączono do miasta Mikstat.
Gromada przetrwała do końca 1972 roku, czyli do kolejnej reformy gminnej. 1 stycznia 1973 – tym razem w powiecie ostrzeszowskim – reaktywowano gminę Mikstat.